# مارکو ترونکتی پروورا
مارکو ترونکتی پروورا (انگلیسی: Marco Tronchetti Provera؛ زادهٔ ۱۸ ژانویه ۱۹۴۸) کارآفرین، بازرگان و مدیر ارشد اجرایی ایتالیایی است، که در حال حاضر به‌عنوان مدیر عامل اجرایی و رئیس هیئت مدیره شرکت پیرلی فعالیت می‌کند.